# Las Sirenas, Ixhuatlancillo
Las Sirenas är en ort i Mexiko.   Den ligger i kommunen Ixhuatlancillo och delstaten Veracruz, i den sydöstra delen av landet, 220 km öster om huvudstaden Mexico City. Las Sirenas ligger 1 361 meter över havet och antalet invånare är 333.
Terrängen runt Las Sirenas är kuperad åt nordost, men åt sydväst är den bergig. Runt Las Sirenas är det mycket tätbefolkat, med 1 361 invånare per kvadratkilometer. Närmaste större samhälle är Orizaba, 4,2 km sydost om Las Sirenas. Trakten runt Las Sirenas består till största delen av jordbruksmark.